# Sherlock Holmes (serial din 1984)
Sherlock Holmes este numele dat unui serial TV adaptat după operele literare cu Sherlock Holmes ale lui Sir Arthur Conan Doyle și produs de canalul de televiziune britanic Granada Television în perioada 1984-1994. The Primele două serii au purtat titlul Adventures of Sherlock Holmes. Serialul a fost prezentat de rețeaua ITV și l-a avut pe actorul Jeremy Brett în rolul lui Sherlock Holmes.
În plus, prietenul credincios al lui Holmes, Dr. Watson, este interpretat cu scrupulozitate ca un partener competent al detectivului. Watson a fost interpretat de David Burke în primele două sezoane, înainte de a renunța pentru a petrece mai mult timp cu soția și cu fiul său. El a fost înlocuit de Edward Hardwicke, care l-a interpretat pe Watson în restul serialului.
Din cele 60 de lucrări literare cu Sherlock Holmes scrise de Sir Arthur Conan Doyle, 43 au fost adaptate însumând 36 de episoade de o oră și cinci filme de lung-metraj.

## Producția serialului
Serialul a fost produs inițial de Michael Cox, episoadele ulterioare fiind produse de June Wyndham Davies. Povestirile au fost adaptate pentru televiziune de scenaristul John Hawkesworth, care a scris scenarii ale mai multor episoade. Alți scenariști au fost Alexander Baron, Jeremy Paul, T. R. Bowen și Alan Plater. O replică a casei din Baker Street a fost construită în studiourile Granada TV din Quay Street, Manchester, care a format ulterior partea centrală a atracției turistice Granada Studios Tour, înainte de închiderea acesteia în 1999.
Pe lângă Brett, Burke și Hardwicke, alți membri obișnuiți ai distribuției au fost Rosalie Williams  - proprietăreasa Doamna Hudson și Colin Jeavons - Inspectorul Lestrade de la Scotland Yard. De asemenea, în mai multe episoade au apărut Charles Gray - fratele lui Holmes, Mycroft (care a interpretat același personaj în filmul The Seven-Per-Cent Solution din 1976) și Eric Porter - profesorul Moriarty în cea de-a doua serie a Aventurilor. Rolul servitorului Joe Barnes care a înlocuit-o pe Lady Beatrice în episodul Aventuri pe domeniul Shoscombe (1991) a fost interpretat de Jude Law, care l-a interpretat pe Dr. Watson în filmul Sherlock Holmes (2009). 
Serialul s-a terminat ca urmare a morții lui Brett la vârsta de 61 ani din cauza unei boli de inimă în 1995. S-a menționat, totuși, că actorul a decis să nu mai joace rolul lui Holmes – el se îmbolnăvise grav în timpul filmării seriei The Memoirs of Sherlock Holmes și chiar a căzut pe platou în timpul filmării unui episod.
Serialul prezintă una dintre cele mai fidele adaptări ale multor povestiri cu Holmes, deși există și unele diferențe față de textul original, în special în episoadele filmate după 1990. O mare schimbare a fost renunțarea lui Holmes la obiceiul său de a-și injecta cocaină în episodul "Copita dracului", care s-a făcut cu aprobarea fiicei lui Conan Doyle când s-a aflat că serialul avea o mare audiență în rândul copiilor. Serialul a devenit celebru prin actorii de top care au jucat, prin adeziunea la conceptul original al lui Doyle și atenția la detalii.
Deși a fost prezentat în Marea Britanie la ITV, serialul a fost popular în străinătate, în special în SUA, unde episoadele au rulat inițial la PBS. Seria completă a fost scoasă pe casete VHS și pe DVD.

## Episoade
Deși toate episoadele poartă titlurile din colecțiile de povestiri ale lui Conan Doyle, adaptările nu corespund întotdeauna povestirilor. Datele se referă la datele de prezentare la televiziunea ITV din Marea Britanie.
Aventurile lui Sherlock Holmes
1984
1. "A Scandal in Bohemia" (Scandal în Boemia) – 24 aprilie 1984.
2. "The Dancing Men" (Omuleții dansatori) – 1 mai 1984.
3. "The Naval Treaty" (Tratatul naval) – 8 mai 1984.
4. "The Solitary Cyclist" (Biciclistul singuratic) – 15 mai 1984.
5. "The Crooked Man" (Povestea cocoșatului) – 22 mai 1984.
6. "The Speckled Band" (Aventura bandei pătate) – 29 mai 1984.
7. "The Blue Carbuncle" (Aventura rubinului albastru) – 5 iunie 1984.

1985
1. "The Copper Beeches" (Aventura de la Fagii de Aramă) – 25 august 1985.
2. "The Greek Interpreter" (Traducătorul de greacă) – 1 septembrie 1985.
3. "The Norwood Builder" (Constructorul din Norwood) – 8 septembrie 1985.
4. "The Resident Patient" (Pacientul rezident) – 15 septembrie 1985.
5. "The Red-Headed League" (Liga roșcaților) – 22 septembrie 1985.
6. "The Final Problem" (Ultima problemă) – 29 septembrie 1985.

Întoarcerea lui Sherlock Holmes
1986
1. "The Empty House" (Casa pustie) – 9 iulie 1986.
2. "The Abbey Grange" (Aventura de la Abbey Grange) – 16 iulie 1986.
3. "The Musgrave Ritual" (Ritualul Musgrave) – 23 iulie 1986.
4. "The Second Stain" (Cea de-a doua pată) – 30 iulie 1986.
5. "The Man with the Twisted Lip" (Omul cu buza strâmbă) – 6 august 1986.
6. "The Priory School" (Școala de stareți) – 13 august 1986.
7. "The Six Napoleons" (Cei șase Napoleoni) – 20 august 1986.

1987
1. The Sign of Four (Semnul celor patru) – 29 decembrie 1987. (episod lung).

1988
1. "The Devil's Foot" (Copita dracului) – 6 aprilie 1988.
2. "Silver Blaze" (Stea-de-Argint) – 13 aprilie 1988.
3. "Wisteria Lodge" (Aventura din Wisteria Lodge) – 20 aprilie 1988.
4. "The Bruce-Partington Plans" (Planurile Bruce-Partington) – 27 aprilie 1988.
5. The Hound of the Baskervilles (Câinele din Baskerville) – 31 august 1988. (episod lung).

Arhiva lui Sherlock Holmes
1991
1. "The Disappearance of Lady Frances Carfax" (Cum a dispărut lady Frances Carfax) – 21 februarie 1991.
2. "Thor Bridge" (Problema podului Thor) – 28 februarie 1991.
3. "Shoscombe Old Place" (Aventuri pe domeniul Shoscombe) – 7 martie 1991.
4. "The Boscombe Valley Mystery" (Misterul din Valea Boscombe) – 14 martie 1991.
5. "The Illustrious Client" (Un client ilustru) – 21 martie 1991.
6. "The Creeping Man" (Aventurile omului-maimuță) – 28 martie 1991.

1992
1. The Master Blackmailer  – 2 ianuarie 1992. (episod lung; inspirat din povestirea "Aventura lui Charles Augustus Milverton").

1993
1. The Last Vampyre – 27 ianuarie 1993. (episod lung; inspirat din povestirea "Vampirul din Sussex").
2. The Eligible Bachelor – 3 februarie 1993. (episod lung; inspirat din povestirea "Aventura burlacului nobil").

Memoriile lui Sherlock Holmes
1994
1. "The Three Gables" (Aventură în casa cu trei frontoane) – 7 martie 1994.
2. "The Dying Detective" (Detectivul muribund) – 14 martie  1994.
3. "The Golden Pince-Nez" (Ochelarii de aur) – 21 martie 1994.[5]
4. "The Red Circle" („Cercul roșu”) – 28 martie 1994.
5. "The Mazarin Stone" (Cazul diamantului Mazarin) – 4 aprilie 1994.[6]
6. "The Cardboard Box" (Aventura cutiei de carton) – 11 aprilie 1994.

## Absențe
Din cele 60 de lucrări literare care fac parte din canonul holmesian, 17 nu au fost adaptate în acest serial:
- Un studiu în roșu (1887), relatând întâlnirea între Holmes și Watson, anterioară Scandalului în Boemia.
- Un caz de identitate (1891)
- Cei cinci sâmburi de portocală (1891)
- Aventura degetului cel mare al inginerului (1892)
- Enigma diademei de berile (1892)
- Fața galbenă (1893)
- Funcționarul agenției de bursă (1893)
- Vasul „Gloria Scott” (1893)
- Enigma din Reigate (1893)
- Peter „Cel Negru” (1904)
- Cei trei studenți (1904)
- Fundașul dispărut (1904)
- Valea terorii (1915)
- Ultima reverență (1917)
- Aventura soldatului alb ca varul (1926)
- Coama leului (1926)
- Povestea bătrânului fabricant de vopsea (1926)

## DVD

### Regiunea 1
MPI Home Video a scos întreaga serie pe DVD în Regiunea 1, în mai multe rânduri. MPI a scos The Adventures & The Return într-o singură colecție. The Casebook & The Memoirs au fost scoase într-o singură colecție. În plus, la 25 septembrie 2007, o nouă serie completă cuprinzând toate cele 41 de episoade au fost scoase pentru prima dată într-o singură colecție. 
| Nume DVD                                                | Ep # | Dată producție     |
| ------------------------------------------------------- | ---- | ------------------ |
| The Adventures Of Sherlock Holmes: Boxed Set Collection | 13   | 30 aprilie 2002    |
| The Return of Sherlock Holmes DVD Collection            | 11   | 26 august 2003     |
| The Casebook of Sherlock Holmes DVD Collection          | 9    | 28 septembrie 2004 |
| The Memoirs of Sherlock Holmes DVD Collection           | 6    | 26 octombrie 2004  |
| Sherlock Holmes: The Complete Granada Television Series | 41   | 25 septembrie 2007 |

### Regiunea 2
ITV DVD a scos întreaga serie în diferite colecții, precum și cu o cutie.
| Nume DVD                                     | Ep # | Dată producție                      |
| -------------------------------------------- | ---- | ----------------------------------- |
| Sherlock Holmes: The Adventures / The Return | 26   | 21 februarie 2005                   |
| Sherlock Holmes: The Case Book / The Memoirs | 15   | 21 februarie 2005                   |
| Sherlock Holmes - The Complete Collection    | 41   | 21 februarie 2005 și 24 august 2009 |

## Alte producții
În perioada 1988–1989, Brett și Hardwicke au jucat în piesa de teatru The Secret of Sherlock Holmes, scrisă special pentru ei de scenaristul Jeremy Paul și jucată pe scena Teatrului din West End. În 1992, perechea a apărut într-un scurt mini-episod (de aproximativ 10 minute) ca parte a The Four Oaks Mystery, ca parte a unui teleton caritabil Telethon 92 realizat de rețeaua ITV. Acest episod a reprezentat una dintre cele patru părți ale unei spectacol în care apăreau patru detectivi din serialele realizate de ITV în acea vreme, toți lucrând separat pentru a rezolva același mister, prezentat două episoade pe seară în timpul unui sfârșit de săptămână. Celelalte mini-episoade erau realizate după serialele Taggart, Van der Valk și Inspectorul Wexford.